# Marie-Amandine de Schakkebroek
Pauline Jeuris, en religion sœur Marie-Amandine, née le 28 décembre 1872 à Herck-la-Ville, Belgique et morte le 9 juillet 1900 à Taiyuan, en Chine, est une religieuse belge, franciscaine missionnaire, décapitée pendant la révolte des Boxers. Elle est canonisée le 1er octobre 2000 par le pape Jean-Paul II.

## Vie

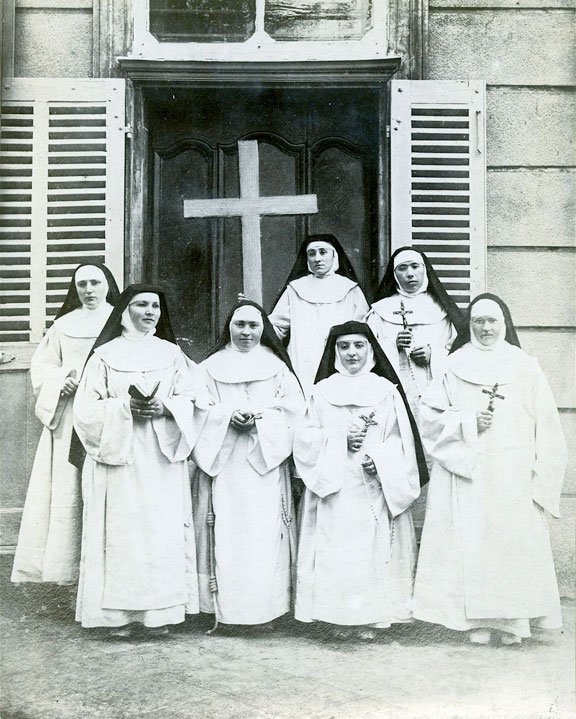
Sainte Amandine devant la croix avec ses compagnes, en 1898.

Situation sur la carte de Chine.

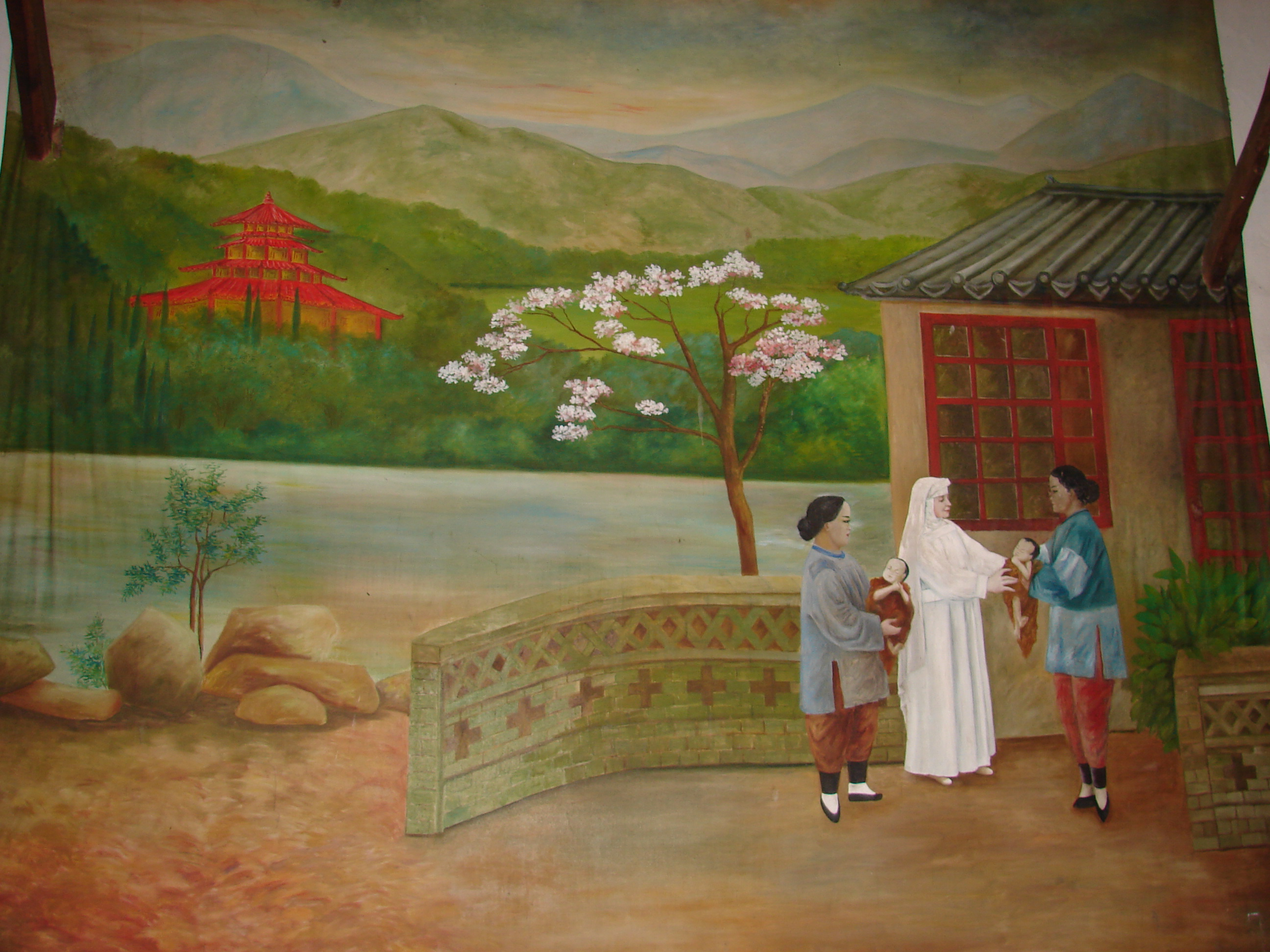
Sainte Amandine à son poste de mission à Taiyuan, en Chine. Peinture dans le chœur de la chapelle chinoise du musée Amandine à Herck-la-Ville, Belgique.

Orpheline à l'âge de sept ans, Pauline (Jeuris) entre à la congrégation des franciscaines missionnaires de Marie. Elle est d'abord infirmière à Marseille et part ensuite pour la Chine, à l'orphelinat de filles de Taiyuan avec un groupe de six autres religieuses sous la responsabilité de mère Marie-Hermine de Jésus. À cause de sa bonne humeur permanente, elle était surnommée la « vierge européenne qui rit toujours ».
Lors de la révolte des Boxers, elle est décapitée avec plusieurs de ses consœurs :
- Marie-Hermine de Jésus (Irma Grivot),
- Marie de la Paix (Marie-Anne Giuliani),
- Marie Claire (Clelia Nanetti),
- Marie de Sainte-Nathalie (Jeanne-Marie Kerguin),
- Marie de Saint-Just (Anne-Françoise Moreau),
- Marie-Adolphine (Kaatje Dierkx).

## Béatification et canonisation
- Béatifiée le 24 novembre 1946, avec vingt-huit autres franciscains et franciscaines martyrisés en Chine,
- Elle fut canonisée le 1er octobre 2000, par le pape Jean-Paul II avec le groupe des 120 martyrs de Chine.
- Comme eux, sa fête a été fixée au 9 juillet[2].

## Citations
De sainte Amandine :
- « Comment pourrais-je Vous remercier… Je n’ai rien si ce n’est ma vie ».
- « Je suis toute à Jésus et prête à tout ce qu’on attend de moi ».